# Station Mjøndalen
Station Mjøndalen is een station in  Mjøndalen in de gemeente Drammen in Noorwegen. Het station ligt aan Sørlandsbanen, maar wordt alleen gebruikt voor de stoptrein tussen Kongsberg en Eidsvoll. Het station is ontworpen oor Paul Due.